# Linyphia obesa
Linyphia obesa là một loài nhện trong họ Linyphiidae.
Loài này thuộc chi Linyphia. Linyphia obesa được Tord Tamerlan Teodor Thorell miêu tả năm 1875.